# エドウィン・シュロスバーグ
エドウィン・アーサー・シュロスバーグ（Edwin Arthur Schlossberg, 1945年7月19日 - ）は、アメリカ合衆国のデザイナー、作家、芸術家である。1977年にブルックリン・チルドレンズ・ミュージアムでアメリカ初の体験型学習環境をデザインしたのを皮切りに双方向体験の設計を専門に手がけている。妻はジョン・F・ケネディとジャクリーン・ケネディ・オナシスの娘のキャロライン・ケネディである。彼は『Einstein and Beckett』や『Interactive Excellence: Defining and Developing New Standards for the Twenty-first Century』を含む著書11冊を出版している。彼の作品は個展や美術館で展示された。2011年に当時の大統領のバラク・オバマによってアメリカ合衆国美術委員会の委員に任命され、2013年まで務めた。

## 生い立ち
シュロスバーグはニューヨークで正統派ユダヤ教の家庭に生まれた。父のアルフレッド・I・シュロスバーグ（Alfred I. Schlossberg）と母のメイ・ハーシュ（Mae Hirsch）は共にウクライナからの移民の子供であった。アルフレッドは繊維製造業を創業し、ニューヨークのアッパー・イースト・サイドにあるパーク・イースト・シナゴーグの会長を務め、エドウィンはそこでヘブライ語を学び、バル・ミツワーを祝った。

### 教育
シュロスバーグはニューヨークのPS 166に通い、バーチ・ワーゼン・スクールとコロンビア大学に通った。彼はニューヨーク市教育長長官でアメリカ合衆国司法次官補のジョエル・クレインとは同窓生だった。また彼はコロンビア大学芸術科学大学院で修士号と博士号を取得した。

## キャリア
シュロスバーグはニューヨーク5番街を拠点とする総合デザイン事務所のESIデザインに所属している。彼は施設や企業のクライアント向けに双方向体験を多くデザインしている。
シュロスバーグは『ウィアード』誌からは「インタラクティブ・デザインのリーダー」と称された。
シュロスバーグは2007年にESIがクリーブランドのロックの殿堂の再設計計画のリーダーを務めた際に世間の注目を集めたが、殿堂はコストの観点から結局別のデザインとなった。

## 私生活
41歳の誕生日となる1986年7月19日に弁護士のキャロライン・ケネディと結婚した。2人はニューヨークで以下3子をもうけた:
- ローズ・シュロスバーグ（英語版） (1988年6月25日生)[16]
- タチアナ・シュロスバーグ（英語版） (1990年5月5日)[17]
- ジャック・シュロスバーグ (1993年1月19日)[16][18]

## ビブリオグラフィ
- Schlossberg, Edwin (1973). Einstein and Beckett; a record of an imaginary discussion with Albert Einstein and Samuel Beckett. New York. ISBN 0825630118

- Schlossberg, Edwin (1977). The philosopher's game: match your wits against the 100 greatest thinkers of all time. New York: St. Martin's Press. ISBN 0312604629

- Fuller, R.B.; Schlossberg, E. (1977). Tetrascroll. Universal Limited Art Editions

- Schlossberg, Edwin (1985). The pirated edition of Stevens and Bohr: a record of correspondence between Wallace Stevens and Niels Bohr and journals written during that correspendence. London; Zurich: Princelet Editions. ISBN 0862980143

- Schlossberg, Edwin (1998). Interactive excellence: defining and developing new standards for the twenty-first century. Library of contemporary thought. New York: Ballantine. ISBN 0345423712